# Alepa kala
Alepa kala (Alepes kleinii) – gatunek ryby z rodziny ostrobokowatych (Carangidae), opisany naukowo przez Blocha pod nazwą Scomber kleinii (w 1793) oraz powtórnie przez Cuviera (w 1833), pod nazwą Caranx kalla, skąd zaczerpnięta została polska nazwa gatunku. 

## Występowanie
Ocean Indyjski i wschodni Pacyfik od Pakistanu, zachodnich wybrzeży Indii i Sri Lanki po Tajwan, Okinawę, Filipiny, Papuę-Nową Gwineę i północną Australię. Informacje o występowaniu w południowej Afryce opierają się na omyłkowej identyfikacji osobników alepy złotopłetwej. Żyje w wodach przybrzeżnych.

## Cechy morfologiczne
Osiąga 14 (max. 16) cm długości.

## Odżywianie
Żywi się planktonem, niewielkimi skorupiakami i larwami ryb.

## Znaczenie
Ma niewielkie znaczenie w rybołówstwie. Sprzedawana świeża oraz suszona solona.